# Хруслов Євген Якович
Євген Якович Хруслов (7 січня 1937, Харків) — український математик, академік НАН України.

## Життєпис
Є. Я. Хруслов у 1959 році закінчив Харківський політехнічний інститут, два роки працював інженером-електриком у галузевому інституті. Через зацікавлення математикою в 1961 році вступив в аспірантуру Фізико-технічного інституту низьких температур. Вся його наступна наукова діяльність була пов'язана з цим інститутом. Його науковим керівником був В. О. Марченко. 
В 1965 році Євген Якович захистив кандидатську дисертацію, в 1972 році — докторську дисертацію на тему «Крайові задачі в областях із дрібнозернистою границею».
З 1986 року завідує відділом математичного моделювання фізичних процесів, а з 1996 року керує Математичним відділенням ФТІНТ ім. Б. І. Вєркіна.
У 1993 році Євгена Яковича обрали членом-кореспондентом, а в 2003 — академіком Національної академії наук України.
Президент Харківського математичного товариства.

## Наукова діяльність
Наукові інтереси Є. Я. Хруслова охоплюють широке коло проблем математичної фізики. Він один із засновників теорії усереднення диференціальних операторів із частинними похідними. Підсумки цих робіт викладені в монографії В. О. Марченка та Є. Я. Хруслова «Крайові задачі в областях із дрібнозернистою границею» (1974).
Подальші дослідження зробили його визнаним фахівцем у теорії усереднення. Була побудована в певному сенсі завершена теорія усереднення крайових задач математичної фізики, яка викладена в монографії В. О. Марченко і Є. Я. Хруслова «Усереднені моделі мікронеоднорідних середовищ» (видавництво «Наукова думка», 2005) і «Homogenization of Partial Differential Equations» (видавництво Birkhauser, 2006).
Роботи Є. Я. Хруслова також присвячені дослідженням асимптотичної поведінки рішень крайових задач на ріманових многовидах, нелінійним еволюційним цілком інтегровним рівнянням, теорії обернених задач електромагнітного зондування.

## Нагороди
Державна премія УРСР в галузі науки і техніки (1989), Премія НАН України імені М. М. Крилова (1996), Премія НАН України імені М. О. Лаврентьєва (2007), Орден "Знак пошани" (1986), Орден «За заслуги» ІІІ ст. (2008). Почесний доктор Харківського національного університету імені В. Н. Каразіна (2012). 